# باثوري (فلم)
باثوري (بالإنجليزية: Bathory) هو فيلم دراما تاريخي من إخراج يوراي ياكوبيسكو وبطولة آنا فرايل، كاريل رودن، فينسينت راجان، هانز ماثيسون وفرانكو نيرو.عرض الفيلم في 10 يوليو 2008.

## روابط خارجية
مقالات تستعمل روابط فنية بلا صلة مع ويكي بيانات